# Enteropsis arcticus
Enteropsis arcticus — вид щелепоногих ракоподібних ряду Cyclopoida. Зустрічається у водах Білого моря, де паразитує у асцидіях.